# Sagas (album)
Sagas is het tweede volledige album van de Duitse Viking metalband Equilibrium dat uitkwam in 2008. 

## Tracklist
1. Prolog auf Erden (Proloog op aarde) - 3:39
2. Wurzelbert (eigennaam, lett. Wortelbert) - 4:59
3. Blut im Auge (Bloed in het oog) - 4:45
4. Unbesiegt (Onoverwinnelijk) - 6:19
5. Verrat (Verraad) - 6:05
6. Snüffel (dialect: Snuiftabak) - 5:45
7. Heimwärts (Huiswaarts) - 2:34
8. Heiderauche (Heiderook) - 2:31
9. Die Weide und der Fluß (De wilg en de rivier) - 7:21
10. Des Sängers Fluch (De vloek van de zanger) - 8:05
11. Ruf in den Wind (Roep in de wind)- 4:54
12. Dämmerung (Schemering) - 5:55
13. Mana - 16:23